# 松村松盛
松村 松盛（まつむら まつもり、1886年（明治19年）1月25日 - 1945年〈昭和20年〉10月）は、日本の内務官僚。朝鮮総督府官僚。

## 経歴
宮城県志田郡下伊場野村（現在の大崎市）出身。1912年（明治45年）、東京帝国大学法科大学英法科を卒業し、高等文官試験に合格。和歌山県属、同那賀郡長、同理事官、福岡県理事官、同視学官を務めた。その後、朝鮮総督府に転じ、全羅北道警察部長、学務課長、外事課長、鉄道局理事、土地改良課長、殖産局長を歴任し、1931年（昭和6年）に退官した。
退官後は帝国軽金属統制株式会社取締役、野村生命保険株式会社監査役、太平洋石油株式会社顧問、東北更新会専務理事などを務めた。

## 著書
- 『民衆之教化』（帝国地方行政学会、1923年）
- 『明け行く朝鮮』（帝国地方行政学会、1925年）
- 『世界の鼓動』（帝国地方行政学会、1926年）
- 『世界の旅』（帝国地方行政学会、1926年）